# Избори за Велику народну скупштину српског народа у Црној Гори
Избори народних посланика за Велику народну скупштину извршени су 6. (19) новембра 1918. године. Народни посланици су бирани по следећим правилима: у Старој Црној Гори свака капетанија по два; у новим крајевима Црне Горе сваки срез по три; вароши са преко пет хиљада становника: Цетиње, Подгорица, Пљевља, Пећ и Ђаковица по два; а вароши са испод пет хиљада становника: Бар, Улцињ, Колашин, Беране и Бијело Поље по једног народног посланика. Укупно је изабрано 165 посланика.
Велика народна скупштина се састала 1. (24) новембра 1918. у Подгорици и одржала прву сједницу у згради Монопола дувана.